# Teheran, een zwanezang
Teheran, een zwanezang is een in 1991 gepubliceerde roman van F. Springer.

## Samenvatting
Toby Harrison, een Nederlandse schrijver van pulpbiografieën, aanvaardt een uitnodiging van de Iraanse regering om te schrijven over Reza Sjah, de vader van de huidige koning, Mohammad. Zijn gastheren maken dat het hem aan niets ontbreekt: een goed hotel, een fijn kantoor, een ervaren secretaresse. Hoewel Harrison verhalen hoort over onrusten, is hij voldoende geïsoleerd om te kunnen werken. Al snel voltooit hij zijn eerste hoofdstuk ("Gustav Mahler in Tabriz"). Hij ontmoet verschillende mensen, zoals een jonge Iraniër die belooft hem in contact te kunnen brengen met de stewardessen in het hotel (Harrison weigert), en verschillende zakenmensen en journalisten, die over het algemeen geen hoge pet op hebben van de Iraniërs.
Langzaam maar zeker krijgt Harrison het gevoel het land te begrijpen, waar schelmen altijd succes lijken te hebben. Dit beeld is voor een deel gebaseerd op zijn eigen ervaringen - wie zou hebben gedacht dat een pulpschrijver kon leven als een koning? - en het boek dat hij leest, Moriers grappige Adventures of Hajji Baba of Esfahan.
Toch verliest hij langzaam zijn illusies, deels doordat hij verliefd wordt op zijn secretaresse, Pat Jahanbari, en deels doordat de Nederlandse consul, Bill Turfjager, hem vraagt zijn persoonlijke assistent te worden. Het schrijven wordt nu moeilijk, ook als de Sjah hem laat weten geïnteresseerd te zijn in het project, dat zijn dynastie moet verheerlijken.
De situatie verergert, hoewel Harrison in staat is te negeren wat gaande is, zelfs als hij een steen naar zich toe geworpen krijgt, zelfs als de mensen van zijn kantoor niet langer naar hun werk komen, zelfs als hij de vader van Jahanbari ontmoet, die enkele nare ervaringen heeft. Hij trekt in bij Turfjager, die zij echtgenote al naar Nederland heeft gestuurd en die inmiddels bezig is met de voorbereidingen voor een eventuele evacuatie van de Nederlandse gemeenschap in Iran. Zijn bediende blijkt een rasopportunist te zijn, wat Harrison bevestigt in zijn oordeel dat Iran een land is waar schelmen in het voordeel zijn.
Als de revolutie vaart begint te krijgen, wordt Harrison voor de tweede keer uitgenodigd in het paleis, maar de Sjah is helemaal alleen, in de steek gelaten door zijn getrouwen. Harrison besluit nu te vertrekken en zorgt dat er ook een ticket is voor Jahanbari. Op het een chaotisch Mehrabadvliegveld ziet het er even slecht uit, maar de jonge man die hem ooit de seksuele diensten van de stewardessen had aangeboden, blijkt nu een revolutionair te zijn. Hij prijst Harrisons morele voorbeeld en zorgt ervoor dat hij het vliegtuig naar Europa kan halen.
Daar verneemt Harrison dat Jahanbari aan boord van het volgende vliegtuig zal zijn. Hij wacht haar op met een bos rozen in de hand, maar ontdekt dat de passagier genaamd Jahanbari de vader is van zijn geliefde; deze is geschokt, omdat hij niet op de hoogte was van de verhouding.
Het boek over Reza Sjah wordt nooit voltooid en Harrison geeft het schrijverschap eraan. Teheran is zijn zwanenzang geweest.

## Stijl
Springer vertelt een lichtvoetig, ironisch verhaal vol grappige dialogen. Tot de laatste bladzijden heeft de lezer het gevoel bezig te zijn met een schelmenroman, zodat hij niet voorbereid is op de slotscène, een grimmig naschrift waarin duidelijk wordt dat de Iraanse Revolutie allesbehalve een reeks schelmenstreken is. Een kort verslag van de executie van oud-premier Amir Hoveida is een van de schokkende passages in dit deel van de roman.

## Ontvangst
Springer had verschillende literaire prijzen gekregen in de jaren voordat hij Teheran, een zwanezang publiceerde, en hoewel de roman goed werd ontvangen en snel werd herdrukt, kreeg het boek geen bijzondere onderscheidingen. Toch wordt het boek wel beschouwd als een van zijn beste romans. Na de eerste uitgave volgden al snel herdrukken. De achtste druk maakt deel uit van Springers verzameld werk.
Springer was een van de diplomaten in Teheran tijdens de Revolutie.